# Eumerus imitatus
Eumerus imitatus är en tvåvingeart som beskrevs av Doesburg 1955. Eumerus imitatus ingår i släktet månblomflugor, och familjen blomflugor. Inga underarter finns listade i Catalogue of Life.